# Pirazolo
Il pirazolo (1,2-diazolo o 1H-pirazolo) è un composto eterociclico aromatico formato da un singolo anello aromatico di cinque atomi, di cui tre di carbonio e due di azoto in posizione adiacente, tutti ibridati sp2. Il pirazolo si presenta all'aspetto come cristalli incolori, ma spesso con leggerissima sfumatura gialla in campioni commerciali, che fondono a 68-70 °C, facilmente solubili in acqua (s ≈ 1000 g/L, ≈ 14,7 M), alcool e acetone, molto meno in etere etilico, benzene o toluene. Nel solido, come anche nel liquido, le molecole sono unite in catene lineari tramite legami idrogeno, a causa dei quali sono anche presenti dimeri e trimeri ciclici (e oligomeri), visto che la molecola è sia donatrice di legami idrogeno (NH), che accettrice (N). L'estesa presenza di legami idrogeno tra le sue molecole rende conto del fatto che esso sia solido a T ambiente, mentre il pirrolo, il furano e il tiofene (eterocicli aromatici pentaatomici con un solo eteroatomo) siano liquidi alquanto volatili (o molto nel caso del furano), aventi punti di ebollizione decisamente inferiori. La molecola è planare e ha un notevole momento dipolare, 2,20 D (H2O, 1,86 D), maggiore di quello del pirrolo (1,71 D).
La sostituzione dell'azoto pirrolico con un atomo di ossigeno dà l'isossazolo, quella con un atomo di zolfo l'isotiazolo, altri due eterocicli aromatici degni di nota; la condensazione di un anello benzenico sul lato C(4)-C(5) dà l'indazolo.

## Storia
Il termine «pirazolo» per questa sostanza ed esteso ai suoi derivati fu coniato dal chimico tedesco Ludwig Knorr nel 1883. Nel 1898 il chimico tedesco Hans von Pechmann sviluppò il metodo di sintesi del pirazolo a partire da acetilene e diazometano.

## Sintesi
La prima sintesi di Pechmann del pirazolo da acetilene e diazometano è una cicloaddizione 1,3-dipolare e può essere così schematizzata:
H2C=N+=N-  +  H-C≡C-H  →  C3H4N2 (pirazolo)
Di questo metodo sono state poi sviluppate successive varianti con alcheni, al posto di alchini, attivati da gruppi carbonilici -C(=O)X recanti vari sostituenti, e da gruppi affini, come -C≡N.
I pirazoli possono essere prodotti per condensazione di aldeidi α,β-insature (es. acroleina e derivati) con idrazina (o anche idrazine monosostituite) con eliminazione di acqua e successiva deidrogenazione della pirazolina intermedia:
H2C=CH-CH=O  +  H2N-NH2   →  (-H2O)   →   C3H6N2  (pirazolina)   →   (-H2)   →   C3H4N2  (pirazolo)
Anche la condensazione di 1,3-dichetoni, come l'acetiacetone nell'esempio sotto, con idrazina in ambiente basico costituisce un metodo efficace per la sintesi di pirazoli 3,5-dialchilsostituiti:
O=C(Me)-CH2-C(Me)=O   +   H2N-NH2   →   (-2 H2O)   →   (Me)2C3HN2H  (3,5-dimetilpirazolo)
Per il pirazolo non sostituito si possono impiegare anche 1,3-dialdeidi:
[O=CH-CH2-CH=O]   +   H2N-NH2   →   (-2 H2O)   →   C3H4N2  (pirazolo)
dato però che le 1,3-dialdeidi sono in genere troppo reattive, a volte si preferisce utilizzare i loro bis(acetali), che funzionano ugualmente perché i gruppi aldeidici si rigenerano nell'ambiente di reazione.

## Struttura e proprietà
Il pirazolo è un composto endotermico, ΔHƒ° = +105,4 kJ/mol in fase solida. In questa molecola è utile distinguere le funzioni dei due atomi di azoto: uno porta un idrogeno (NH) e viene detto azoto pirrolico (in analogia con l'analogo NH nel pirrolo): come in quest'ultimo il suo doppietto di elettroni rende l'anello aromatico con 6 elettroni π (regola di Hückel) e arricchisce la densità elettronica sul resto dell'anello; come nel pirrolo, la presenza del doppietto delocalizzato sull'anello funge da attivante verso l'attacco elettrofilo e ciò favorisce quindi le sostituzioni elettrofile sull'anello aromatico. L'altro (N), con un doppietto libero non impegnato nell'aromaticità e quindi basico, viene detto azoto piridinico (in analogia con la piridina): come in quest'ultima, esso funge da disattivante verso gli elettrofili e tende ad impoverire di densità elettronica l'anello.
Nell'anello pirazolico tutti gli atomi dell'anello sono ibridati sp2 e ci si attende quindi una struttura planare. In fase gassosa si trova che in effetti la molecola è planare, con simmetria Cs; La sua struttura dettagliata è stata indagata con la spettroscopia rotazionale nella regione delle microonde; dall'analisi dei dati sono stati desunti i parametri strutturali, alcuni dei quali, come lunghezze (r) ed angoli (∠) di legame, sono riportati qui di seguito:
r(N1–N2) = 135,1 pm; r(N2–C3) = 133,2 pm; r(C3–C4) = 141,7 pm; r(C4–C5) = 137,4 pm; r(C5–N1) = 136,0 pm;
r(N1–H1) = 100,2 pm; r(C3–H3) = 108,3 pm; r(C4–H4) = 108,0 pm; r(C5–H5) = 108,2 pm;
∠(N1-N2-C3) = 104,1°; ∠(N2-C3-N4) = 112,0°; ∠(C3-C4-C5) = 104,5°; ∠(C4-C5-N1) = 106,4°; ∠(C5-N1-N2) = 113,0°;
Si nota che l'anello pentagonale non è regolare. Il legame N-N, che normalmente è disegnato come singolo nelle comuni rappresentazioni, ha sicuramente un certo carattere di legame doppio; in effetti, la sua lunghezza, come si vede, è intermedia tra quella del doppio legame -N=N- del trans-diazene (125,2 pm) e quella del singolo (>N–N<) dell'idrazina (144,6 pm). Questo carattere di lunghezza intermedia tra quelle di legame singolo e doppio è presente anche per le altre coppie di atomi dell'anello e tale sostanziale non alternanza delle lunghezze di legame è in accordo con l'aromaticità dell'anello stesso. Per confronto, il legame C-C nel benzene è lungo 139,7 pm e i legami C-N nella piridina, nella quale c'è comunque una lieve alternanza, è di 134,0 pm.
I legami di atomi del secondo periodo (come C e N) con l'idrogeno sono naturalmente molto più corti e la loro lunghezza varia molto meno con il tipo di ibridazione di tali atomi. Tuttavia, entro l'ambito della significatività, si può dire che il legame N-H, con N ibrido sp2, è lievissimamente più corto di quello nell'ammoniaca (101,2 pm), in cui N è ibridato sp3, come atteso per il maggior carattere s nell'orbitale ibrido che qui N usa per legarsi ad H. Analogamente, per i legami C-H; per confronto, nel benzene tale lunghezza ammonta a 108,4 pm.
Gli angoli di legame interni all'anello pirazolico, ricordando che nel pentagono regolare l'angolo è di 108°, possono essere divisi in due gruppi: quelli un po' inferiori (quelli su N2, C4 eC5) e quelli un po' superiori (quelli su C3 e N1).

## Reattività
Il risultato della coesistenza di aspetti di reattività pirrolica e aspetti di reattività piridinica è un bilanciamento nella reattività complessiva dell'anello pirazolico, la quale risulta a grandi linee intermedia tra quella del pirrolo e quella della piridina. Infatti, il pirazolo non presenta complicazioni nel sopportare ambienti decisamente acidi, come invece accade per il pirrolo e, d'altro canto, non è segnatatamente disattivato per le sostituzioni elettrofile, come invece si riscontra per la piridina, specialmente in ambiente fortemente acido; Nel pirazolo la posizione favorita per le sostituzioni elettrofile, in particolare nitrazione e solfonazione, è la 4. Come nel caso della piridina, su di esso è anche possibile fare anche sostituzioni nucleofile aromatiche, sebbene molto meno facilmente; in tali casi le posizioni favorite dei gruppi uscenti risultano la 3 e la 5.

### Tautomeria
Questa molecola è soggetta ad un equilibrio tautomerico per il quale N pirrolico e N piridinico si scambiano di ruolo in seguito alla migrazione di un protone (H+) dall'uno all'altro (e viceversa) e successiva riorganizzazione interna:
1H-C3H4N2  ⇄  2H-C3H4N2
Ciò comporta anche il passaggio di un eventuale sostituente posizionato in 3 alla posizione 5, o viceversa; pertanto, il 3-metilpirazolo coesiste con il 5-metilpirazolo (un liquido a T ambiente) e così pure qualsiasi altro schema di sostituzioni non simmetriche rispetto ai due atomi di azoto. Analoga tautomeria si ha nel suo isomero imidazolo. Nel pirazolo entrambi i tautomeri 1H e 2H sono presenti in equilibrio in quantità equimolecolare, essendo essi tra loro autotropi.

### Proprietà acido-base
Grazie alla presenza dell'azoto piridinico il pirazolo in acqua si comporta come base, però molto debole (pKb = 11,48), decisamente più debole della piridina (pKb = 8,77), per il fatto che qui l'azoto che si protona ha vicino a sé un altro azoto (effetto induttivo -I), invece che un carbonio, che è meno elettronegativo. Pertanto, la sua protonazione è quantitativa solo con acidi forti, dando così il suo acido coniugato (pKa = 2,52), cioè lo ione pirazolio C3H5N2+. Questo è uno ione altamente simmetrico, gruppo puntuale D2h, ed è anch'esso aromatico. Per confronto, il suo isomero strutturale imidazolo, con i due atomi di azoto in posizione 1,3, quindi con un carbonio in mezzo e possibilità di delocalizzare la carica positiva su entrambi gli azoti, risulta alquanto più basico (pKb = 7,05), anche rispetto alla stessa piridina.
Per la presenza dell'NH pirrolico il pirazolo può contemporaneamente comportarsi da acido, anche se molto debole (pKa = 14,21), ma comunque decisamente più forte rispetto al pirrolo (pKa = 17,5). In tal modo il pirazolo può essere deprotonato efficacemente a dare ione pirazolato (anch'esso aromatico) C3H3N2− ricorrendo all'uso di basi forti (es. KH, NaNH2).

### Chimica ionica in fase gassosa
La molecola del pirazolo presenta un potenziale di ionizzazione di 9,38 eV, apprezzabilmente maggiore di quello dell'imidazolo (8,81 eV) e leggermente maggiore della piridina (9,26 eV).
L'affinità protonica del pirazolo, una misura della sua basicità intrinseca, ammonta a 894,1 kJ/mol, alquanto minore dell'imidazolo (942,8 kJ/mol) e della piridina (930 kJ/mol), ma comunque ben superiore a quella della molecola di acqua (691 kJ/mol), che quindi è molto meno basica.
La forza come acido del pirazolo in fase gassosa è misurata dalla variazione di entalpia standard della reazione di deprotonazione e questa è pari a 1.479 ± 10 kJ/mol, mentre quella relativa all'imidazolo è 1.464,1 ± 3,0 kJ/mol. Quindi, rispetto all'imidazolo, il pirazolo è meno basico (per assunzione di H+) e meno acido (per cessione di H+). Entrambi sono molto più acidi dell'acqua (1.633,141 kJ/mol).

### Legante e precursore dei pirazolilborati
Questo ione pirazolato [C3H3N2]- è un legante anionico bidentato (entrambi gli N hanno una coppia solitaria) che forma facilmente complessi a ponte con ioni metallici (pirazolati metallici), spesso polinucleari e polimerici.
Il pirazolo (Pz-H) reagisce con i boroidruri di metalli alcalini MBH4 (più comunemente, M = Li, Na, K) per dare, in sequenza, a temperature crescenti, quattro composti salini bianchi (incolori) che sono: mono(pirazolil)borato M+(PzBH3)- (difficilmente isolabile), bis(pirazolil)borato M+(Pz2BH2)-, tris(pirazolil)borato M+(Pz3BH)- e infine tetrakis(pirazolil) borato M+(Pz4B)-. In ognuno di questi stadi viene eliminata una molecola di idrogeno (è come se un H+ dell'NH pirrolico del pirazolo e un H – del boroidruro si unissero a dare H2, sebbene il meccanismo sia concertato e parecchio più complesso). La reazione è scematizzabile come nel seguente esempio:
KBH4  +  4 Pz-H   →   (180-210 °C)  K+(Pz3BH)-  +  3 H2↑  +  Pz-H      (la quarta mole di pirazolo è necessaria perché fa da solvente)
Lo ione tris(pirazolil)borato così prodotto, noto in letteratura chimica con il simbolo Tp, è un complessante trischelante monoanionico, molto versatile e di vaste applicazioni in chimica inorganica e organometallica. I trispirazolilborati fanno parte della più ampia classe dei leganti detti scorpionati. Con molti ioni metallici dipositivi (M++) si ha la formazione di complessi ottaedrici (per lo più con distorsione trigonale, simmetria D3d), neutri, solubili in solventi organici anche poco polari e non in acqua, aventi formula generale M(Tp)2.
A titolo esemplificativo prendiamo il caso di Fe++, uno ione paramagnetico (configurazione d6 ad alto spin, 4 elettroni spaiati). Se si mescolano soluzioni acquose di cloruro ferroso (o nitrato, solfato, etc.) e di tris(pirazolil)borato di potassio a T ambiente si ha la precipitazione del complesso rosa-viola bis[tris(pirazolil)borato]ferroso che, in questo caso, risulta diamagnetico. Non ci sono più elettroni spaiati, si è avuta per lo ione Fe++ inversione di spin con conseguente notevole accorciamento (~19 pm, 0,19 Å) del suo raggio ionico. La reazione di formazione è:
FeCl2  +  2 K+(Pz3BH)-   →   Fe(Pz3BH)2 ↓  +  2 KCl
In questo complesso lo ione Fe++ è circondato da 6 N piridinici dei 6 pirazoli (che gli donano i loro doppietti liberi) ed è quindi coordinativamente saturo; inoltre, la sua carica è bilanciata dalle 2 cariche negative che risiedono formalmente sui 2 atomi di boro e tutto il complesso è una molecola apolare.
Le molecole di interesse farmacologico che hanno per base il pirazolo sono detti pirazoli in gergo farmaceutico e se hanno effetti psicoattivi sull'uomo sono classificati come alcaloidi.

## Derivati e usi
Composti strutturalmente derivati sono le tre pirazoline isomere del pirazolo monoidrogenato, e la pirazolidina (una idrazina ciclica, pirazolo bisidrogenato); l'indazolo, un anello benzenico fuso con un anello pirazolico; i pirazoloni sono chimicamente degli analoghi pirazolici dei fenoli, ma con tautomeria più spostata verso la forma chetonica; uno di questi è il fenazone, farmaco antipiretico.
Il 4-metilpirazolo è un inibitore competitivo dell'alcol deidrogenasi. Molecole di sostanze naturali contenenti l'anello pirazolico sono rare, una è un derivato di un amminoacido, la 1-pirazolilalanina, che è stata isolata dai semi di anguria. Derivati del pirazolo trovano impiego in chimica farmaceutica come analgesici, antinfiammatori, antipiretici, antiaritmici, tranquillanti, rilassatori muscolari, psicoanalettici, anticonvulsivi, inibitori della monoaminossidasi, antidiabetici e antibatterici.